# Краљевска уметничка школа у Београду
Краљевска уметничка школа у Београду или само Уметничка школа у Београду (1919—1937/39) била је важна просветна институција у периоду између Првог и Другог светског рата која је преобразила почетне српске сликарске школе с краја 19. и почетка 20. века у прве послератне високообразовне уметничке институције. Од 1919. до 1937. ова школа је образовала велики број сликара и вајара као и наставнички кадар за средње школе у Србији, Војводини, Македонији, Црној Гори и делимично Босни и Херцеговини.
На темељима ове школе настали су данашњи Факултет ликовних уметности и Факултет примењених уметности Универзитета уметности у Београду.

## Историјат настанка школе
Настанку Краљевске уметничке школе у Београду претходило је неколико сличних институција које су се „претапале” једна у другу.

### Српска цртачка и сликарска школа
Петог септембра 1895. године, Словак Кирил Кутлик отворио је у Београду прву Српску цртачку и сликарску школу на Косанчићевом венцу. Овај догађај представља нови период српског сликарства. Ова школа, у веома скромним условима и са оскудним средствима, успева да заживи и привуче групу ентузијаста, који су уједно и њени први полазници: Коста Миличевић, Милан Миловановић, Драгомир Глишић и Боривоје Стевановић, а недуго потом приступају јој и Надежда Петровић и Љуба Ивановић. Били су то родоначелници српског модерног сликарства, свак са својим особеним сензибилитетом и индивидуалним стилским изразом. Исте године, неколико месеци по оснивању, у истој школи отворен је и вечерњи курс за занатлије, са циљем „да занатлијама да прилике, да се вежбају и усаврше у стручном цртању који је за самосталан занатски рад и за гајење доброг укуса од неопходне потребе”. Као уметник и педагог Кутлик је добро знао шта значи ликовно образовање младих занатлија за унапређење и уздизање уметничких заната у Србији на европски ниво. Оснивање овог курса представља прву организовану школску наставу примењених уметности у Србији.

### Сликарска школа Ристе и Бете Вукановић
После Кутликове преране смрти, 1900. године, управитељ школе је, по одлуци министра народне привреде Живана Живановића од 28. марта 1900. године и уз благослов краља Александра Обреновића постао Риста Вукановић, академски сликар, уз обавезу истог министарства да школу и даље финансијски помаже. Риста Вукановић је од Кутликове удовице откупио школски инвентар и већ 17. априла, на основу акта Министарства просвете и Министарства привреде, отворена је Сликарска школа. За управника мушког одељења постављен је Риста Вукановић, а за управницу женског сликарка Бета Вукановић. Школа је користила просторије Сале мира на Славији. Новоустановљена сликарска школа имала је задатак да припрема будуће полазнике страних сликарских академија, али и учитеље цртања за гимназије и више женске школе, „љубитељима цртања даје прилику да се усаврше у истој”, и „омогућава занатлијама да савладају опште и стручно цртање”. Настава је убрзо, уз издашну државну помоћ, реорганизована а статус школе подигнут на виши, квалитетнији ниво, те су њени ученици по завршетку уз добијено звање наставника цртања и сликања били сасвим оспособљени за практичан рад и наставну делатност. Школа је финансирана из два извора, од уплата приватних полазника и средстава које је уплаћивало Министарство привреде за вечерњи занатлијски курс. Из дописа упућених Министарству привреде да упути распис свим еснафима са препоруком да шегрти и помоћници редовно похађају бесплатне часове цртања јасно је да је Риста Вукановић желео да максимално повећа број полазника занатлија, због чега је и био у сталној потрази за адекватним простором, нарочито након што је Сала мира продата. О великом интересовању полазника говори и податак да је школске 1902/3. године, школу похађало преко стотину ученика различитих профилација.
Исте те године краљ Милан је откупио слику Ристе Вукановића Дахије. Сума за коју је слика откупљена била је довољна за куповину плаца на Дунавској падини, на углу улица Господар Јованове и Капетан Мишине (данас Капетан Мишина 13). На том плацу су Риста и Бета Вукановић 1902. године сазидали кућу која је имала двоструку намену. Била је породична кућа и седиште сликарске школе. Била је то прва и једина кућа зидана за потребе сликарске школе. Кућа је изграђена новцем који је Бета добила из Немачке као део породичног наслеђа. Из писма Ристе Вукановића министру народне привреде, у којем га извештава да је о „свом трошку сазидао нарочиту зграду за Срп. Сликарску школу и нарочито удесио два оделења за Вечерњи занатлиски курс”, види се да је она била грађевински завршена јануара 1902. године и да је планирано да се усели 1. маја. исте године. Према написима у тадашњим новинама, школа се заиста уселила планираног датума „у свој властити нови дом”.

### Уметничко-занатска школа
Измењене културне прилике на почетку 20. века радили су у прилог оснивању прве специјализоване педагошке установе ове врсте у Србији. Године 1905, уз редовне донације државе, школа мења име у Уметничко-занатску школу, са циљем да уметнички оплемени и развије поједине занатске гране. На челу ове школе и даље се налазио Риста Вукановић, тада већ познати сликар, веома заслужан за унапређење ликовне културе Србије. Међутим, у практичном раду у овој новооснованој школи настава се углавном ограничавала на неговање ликовне уметности, посебно сликања и вајања. Школа није успела да формира чак ни графичку радионицу, а у ширењу оквира њене делатности на област примењених уметности није помогла ни чињеница што је у њој, као хонорарни наставник, годинама радио и чувени Драгутин Инкиостри Медењак. Овај изузетан прегалац на пољу примењене уметности годинама је упорно радио на ширењу нових схватања у овој области ликовног стваралаштва. У многим својим замислима ишао је испред свог времена, тежећи да своју патријархалну средину уздигне на европски степен поимања ликовне културе.
Исте године Уметничко-занатска школа за свој рад добија зграду у улици Краља Петра 4, где по њеном гашењу наставља рад и Краљевска уметничка школа. Када је 1937. прерасла у Академију ликовних уметности, исељена је а њено место је заузела тада новооснована Академија примењених уметности. Данас се у истој тој згради налази деканат Факултета примењених уметности Универзитета уметности у Београду.

### Оснивање Краљевске уметничке школе
Уметничко-занатска школа је постојала до 1918. године, а по ослобођењу је продужила рад под називом Краљевска уметничка школа у Београду, која је осим просторија укинуте школе користила и њен целокупан инвентар, библиотеку и бројне моделе од гипса. Иако је од 1919. до 1937. ова школа формирала кадрове сликара и вајара као и наставнички кадар за средње школе у Србији, а и за Војводину, Македонију, Црну Гору и делимично за Босну и Херцеговину она и даље остаје у рангу средњих школа. У периоду од 1937. до 1939. године школа се постепено гаси, а на њеним темељима израста Академија ликовних уметности, данашњи Факултет ликовних уметности.
Заслугом вајара Томе Росандића, историчара уметности Милана Кашанина и сликара Мила Милуновића и Петра Добровића године 1937. Краљевска уметничка школа прераста у Академију ликовних уметности, али због проблема са организацијом и простором Краљевска уметничка школа наставља свој рад до 1939. године.
Упоредо са оснивањем Академије јавља се и идеја о оснивању средње школе за примењену уметност, тако да је нова школа отворена већ идуће, 1938. године. За њено оснивање највеће заслуге имали су њени будући наставници: вајар Милан Недељковић, архитекта Ђорђе Крекић, сликар Иван Табаковић и вајар Михаило Томић. Њима се нешто касније придружују и други наставници, углавном из Београда и Загреба. Започевши свој рад готово пред сам Други светски рат, ова школа није имала услова за дуже постојање и континуирани рад: четири ратне године било је време када је једва животарила. Три године по завршетку рата Школа за примењену уметност је укинута, односно подигнута на степен Академије. Њени бивши полазници сукцесивно су завршавали школу и прелазили на новоосновану Академију примењених уметности која је почела с радом у јесен 1948. године.

## Професори Краљевске уметничке школе
Уметничка школа у Београду, са јаким минхенским и париским професорским кадром, током две деценије постојања била је моћно образовно уметничко средиште у оквирима широких југословенских простора али и далека периферија у односу на фреквентнији и узбудљивији живот париских уметничких школа и академија. Културна историја и грађанска традиција две престонице биле су неупоредиво различите, али заједничке трауме Првог светског рата и појачане пријатељске и културне везе с Француском утицале су на модернизацију наших уметничких институција.
У Уметничкој школи предавали су многи чувени српски и југословенски уметници, међу којима су: Милан Миловановић, Бета Вукановић, Љуба Ивановић, Петар Добровић, Никола Бешевић, Васа Поморишац и Иван Радовић.

## Ђаци Краљевске уметничке школе
У првој генерацији ђака издваја се име сликарке Зоре Петровић. За њом следе Петар Лубарда, Милош Вушковић, Живојин Влајнић, Милан Бутозан, Стојан Трумић, Богдан Шупут, Љубица Цуца Сокић, Михаило Вукотић, Иван Лучев, Јован Зоњић, Милан Божовић, Јосип Бенковић Бепо, Ђурђе Теодоровић, Зора Поповић, Јожеф Ач, Јелисавета Петровић, Ђорђе Бошан, Миливоје Николајевић, Бошко Вукашиновић, Милица Живановић, Оливера Чохаџић, Ђуро Радоњић, Јелена Бојовић, Ђорђе Андрејевић Кун, Гордана Јовановић.
У сликарству су се као успешни показали многобројни по струци и основној вокацији примењени уметници: Младен Јосић, Сава Рајковић, Милица Бешевић, Душан Ристић, Матија Зламалик, Душан Мишковић, Фрањо Радочај, Рихард Рико Дебењак, Сташа Беложански, Мирко Кујачић, Здравко Секулић, Пиво Караматијевић, Василија – Цица Поповића, Лазар Личеноски, Војо Димитријевић, Милена Павловић-Барили.
Осим будућих ликовних и примењених уметника Краљевску уметничку школу у Београду похађали су ученици који су се касније професионално и континуирано бавили теоријом и критиком историје уметности, као и другим хуманистичким професијама који су о уметности писали и спорадично се њом бавили: Михаило С. Петров, Ђорђе Ораовац, Радојица Ное Живановић, Момчило Стевановић, Павле Васић, Лукијан Бибић, Марија Вићентијевић, Сава Ипић.

## Рад школе
Извесна тематска скученост карактеристика је целог међуратног периода, што утиче и на рад Уметничке школе. Сви, па и највећи сликарски домети, одвијали су се у оквирима неколико традиционалних тема: пејзажа, мртве природе, портрета, акта, ређе жанр-сцене. Сликање пејзажа нудило је најшири спектар мотива, од пропланака, морских и планинских предела до градских ведута, улица, шорова и дворишта. Раширено је мишљење да је управо београдски предео многим ђацима помагао да се осете као сликари.
У оквиру наставе, ретко и повремено су приређиване екскурзије у неке од европских уметничких центара. Ученици који нису имали материјалних могућности да путују о сликарским актуелностима су се информисали посредно од својих колега и професора, као и из оскудних уметничких лексикона. Стилски утицај Париске школе био је толико јак да се он препознаје и у радовима сликара који у Паризу никада нису били.
Ученици који су провели једну, две или више година у Уметничкој школи и у њој стекли дипломе или прекинули школовање, срећу се у различитим периодима и као излагачи на самосталним и групним представљањима, ретким иностраним и редовним београдским јесењим и пролећним изложбама у Павиљону Цвијета Зузорић. Својим савременим или конзервативним животним и уметничким ставовима неки од њих окупљали су се у уметничке групе и покрете: напредно оријентисане какви су били Зенитизам, Облик, Живот, Дванаесторица, или традиционалне попут групе Лада и Зограф.